# Tejsak

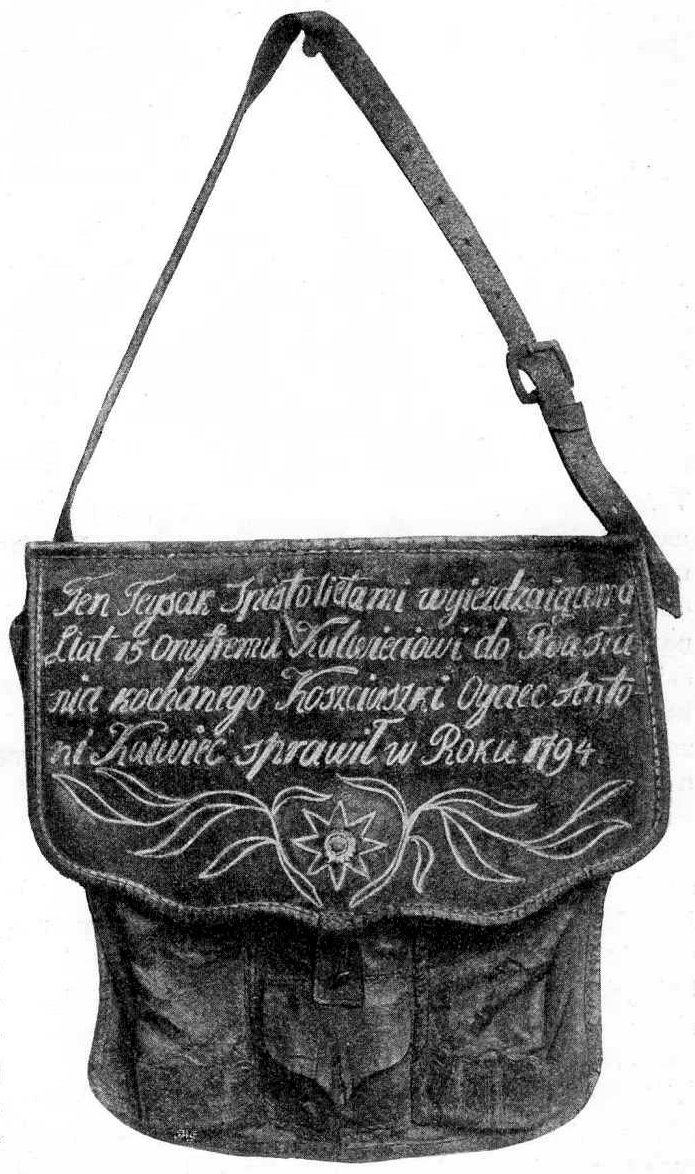
Zdjęcie z Encyklopedii staropolskiej: tejsak na pistolety z XVIII wieku.

Tejsak – skórzany futerał na pistolety, często zdobiony haftem, noszony na rzemieniu zarzucanym przez ramię. Używany w Azji i w Europie Wschodniej.